# 富士宮市立柚野小学校
富士宮市立柚野小学校（ふじのみやしりつ ゆのしょうがっこう）は、静岡県富士宮市上柚野にある公立小学校。卒業後は柚野中学校に進学する。

## 通学区域
大鹿窪区 猫沢区 明光台区 上柚野区 下柚野区 鳥並区  西山区（市道西山1143号線以北）